# 圣埃德蒙堂
圣埃德蒙堂（St Edmund, King and Martyr）是一座圣公会教堂，属于圣公会伦敦教区，位于伦敦市的朗伯德街，供奉圣徒埃德蒙
1666年，原来的中世纪教堂毁于伦敦大火。重建的教堂由克里斯多佛·雷恩爵士设计于1670至1679年。乔治·戈德温称塔楼的中国风超过意大利，而詹姆斯·佩勒·马尔科姆称它是“相当帅气，但难以描述令人理解”。教堂的方向也很特别，祭坛朝北而非朝东。
1868年9月在教堂外发生暴乱，起因是由于莱恩牧师的周五上午讲道蔑视朗伯德街的商人。
1950年，该堂被列为一级登录建筑。
该堂已不再举行例行礼拜。自2001年以来，伦敦灵性中心（London Centre for Spirituality）及其书店进驻。 